# Alinen Sulkavanjärvi
Alinen Sulkavanjärvi är en sjö i kommunen Virdois i landskapet Birkaland i Finland. Arean är 34 hektar och strandlinjen är 6,87 kilometer lång. Sjön  ingår i Kumo älvs huvudavrinningsområde.   Den ligger omkring 100 km norr om Tammerfors och omkring 260 km norr om Helsingfors. 